# Adelbert von Chamisso
Adelbert von Chamisso est un poète, écrivain et botaniste franco-prussien, également connu sous le prénom d'Adalbert (notamment dans les éditions anciennes).
Né  le 30 janvier 1781 au château de Boncourt à Ante, près de Châlons-en-Champagne, et mort le 21 août 1838 à Berlin, émigré en Prusse avec sa famille en 1790, il s'engage dans l'armée prussienne à 17 ans, adopte le prénom Adelbert à l'âge de vingt ans, choisit d'écrire, non dans sa langue maternelle, le français, mais en allemand, tout en conservant la nationalité française.

## Biographie
En 1790, pour échapper à la Révolution française, Louis-Marie comte de Chamisso et son épouse Anne Marie, née Gargam, quittent la France avec leurs sept enfants pour aller successivement à Liège, à La Haye, en Allemagne du Sud (à Wurzbourg, à Bayreuth), puis à Berlin. Tournant décisif qui marquera la vie du puîné des enfants, Louis-Charles-Adélaïde.
« Ma patrie : je suis français en Allemagne et allemand en France, catholique chez les protestants, protestant chez les catholiques, philosophe chez les gens religieux et cagot chez les gens sans préjugés ; homme du monde chez les savants, et pédant dans le monde, jacobin chez les aristocrates, et chez les démocrates un noble, un homme de l’Ancien Régime, etc. Je ne suis nulle part de mise, je suis partout étranger – je voudrais trop étreindre, tout m’échappe. Je suis malheureux… Puisque ce soir la place n’est pas encore prise, permettez-moi d’aller me jeter la tête la première dans la rivière… »
En 1796, la reine de Prusse, Frédérique-Louise de Hesse-Darmstadt, l'admet à son service comme page. En 1798, il entre dans l'armée prussienne obtenant, le 31 mars, un brevet d'aspirant au régiment de Gœtze, en garnison à Berlin. Le 24 janvier 1801, il est promu lieutenant. C'est à cette époque qu'il adopte le prénom Adelbert, plus viril.
Bien que sa famille soit autorisée à revenir en France, Chamisso préfère rester en Allemagne pour y continuer sa carrière militaire. Comme il n'a reçu qu'une modeste éducation, il consacre ses moments de liberté à s'instruire. Avec Karl August Varnhagen von Ense (1785-1858), il fonde en 1803 le Berliner Musenalmanach (« Almanach des Muses berlinois »), dans lequel il fait paraître ses premiers poèmes. Cependant l'entreprise fait bientôt faillite et s'interrompt à cause de la guerre en 1806. Cela lui a tout de même permis de se faire connaître comme jeune poète auprès des cercles littéraires.
Comme lieutenant, Chamisso accompagne, en 1805, son régiment à Hamelin. Il voit la capitulation de l'armée prussienne l'année suivante. Libéré sur parole, il se rend en France, mais ses deux parents sont morts. Il retourne alors à Berlin à l'automne 1807. Il quitte l'armée au début de l'année suivante. Sans logement et sans emploi, désillusionné et découragé, il vit à Berlin jusqu'en 1810, quand, grâce à l'intervention d'un vieil ami de la famille (Louis de la Foye), il revient en France après la paix de Tilsitt, et obtient un poste de professeur au lycée de La Roche-sur-Yon (alors appelée Napoléon-Vendée).
Il fréquente le cercle de Madame de Staël et la suit lors de son exil à Coppet en Suisse. Là, il se consacre à la botanique et y reste près de deux ans. En 1812, il retourne à Berlin où il continue ses recherches scientifiques. Durant l'été de l'année mouvementée 1813, il écrit son roman, un livre original, Peter Schlemihl, l'histoire d'un homme qui a vendu son ombre et qui court le monde pour la retrouver, son œuvre la plus célèbre. Ce roman est bientôt traduit dans de nombreuses langues.
En 1815, Chamisso embarque comme botaniste sur le vaisseau russe Rurik, commandé par Otto von Kotzebue (1787-1846) le fils de l'écrivain August von Kotzebue (1761-1819). Le Rurik entame alors un voyage scientifique autour du monde. Il rédige la partie scientifique de ce voyage et publie son journal de voyage en 1821 sous le titre Tagebuch.
À son retour, en 1818, il obtient le poste de conservateur au jardin botanique de Berlin et est fait membre de l'Académie des sciences de la ville. Il se marie en 1820.
Chamisso renoue avec la poésie à 48 ans. En 1829, en collaboration avec Gustav Schwab (1792-1850) puis, à partir de 1832, avec Franz von Gaudy (de) (1800-1840), il ressuscite le Deutsche Musenalmanach (« Almanach des Muses allemand »), dans lequel ses poèmes seront publiés.
Ses Œuvres, la plupart en allemand, se composent d'écrits des genres les plus divers, botanique, linguistique, romans, poésies ; elles ont eu un grand succès en Allemagne. Il règne dans ses poésies un sentiment de tristesse qui semble naître de l'éloignement où il était du sol natal.

## Œuvre

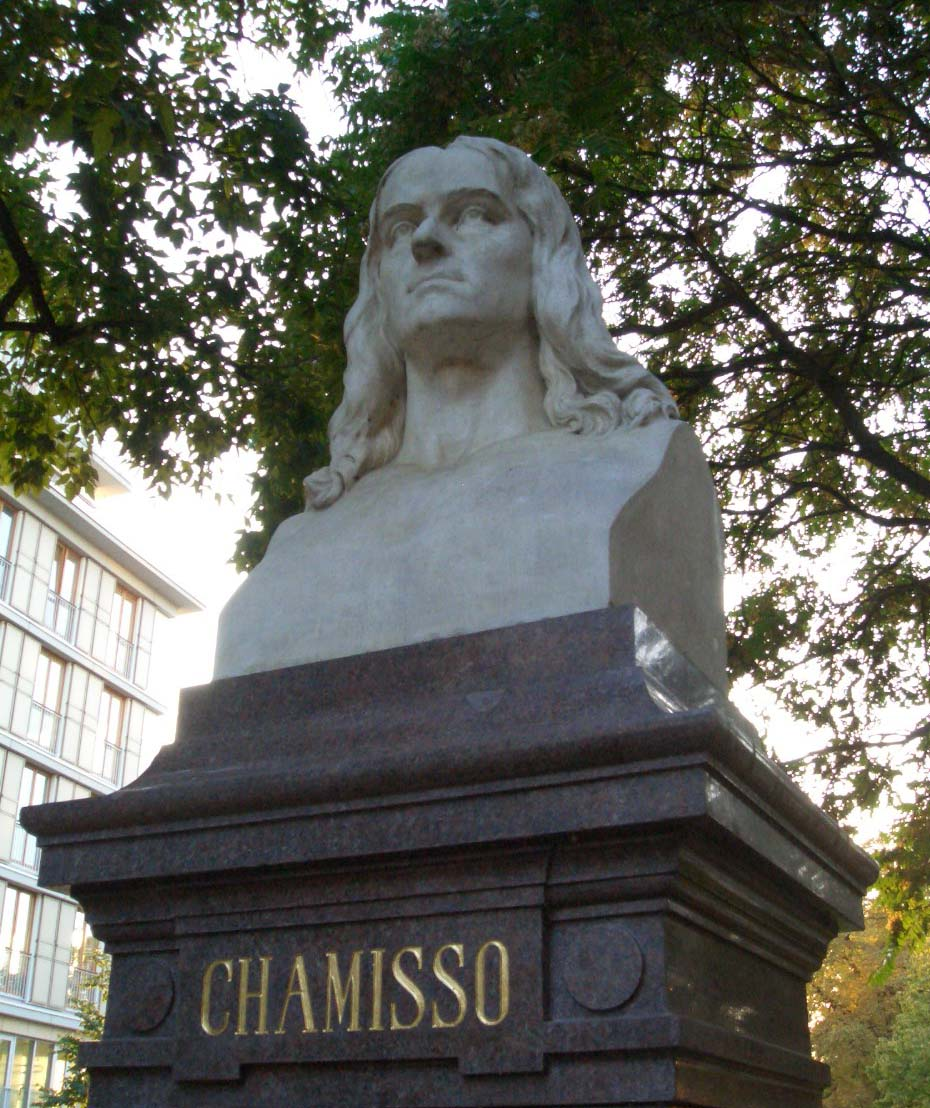
Buste de Chamisso à Berlin, dans le parc de Monbijou.

### Science
Si l'œuvre scientifique de Chamisso semble peu importante (il codécouvre cependant avec Cuvier le changement de génération chez les tuniciers), il faut pourtant citer Bemerkungen und Ansichten, qui paraît incomplet dans l’Entdeckungsreise d'Otto von Kotzebue (Weimar, 1821) puis dans la version intégrale dans Gesammelte Werke de Chamisso (1836).
Übersicht der nutzbarsten und schädlichsten Gewächse in Norddeutschland (1829) est une œuvre de bonne réputation pour la qualité de son traitement. Son œuvre la plus importante, en collaboration avec Diederich Franz Leonhard von Schlechtendal (1794-1866), est la description des principaux arbres du Mexique (1830-1831).

### Littérature
C'est sans aucun doute son œuvre poétique qui vaut la gloire à Chamisso. Son cycle de poèmes Frauenliebe und -leben de 1830 (L'Amour et la Vie d'une femme) a été mis en musique par Robert Schumann sous la forme d'un cycle de lieder pour une voix et piano (opus 42). Cette mise en musique est particulièrement célèbre. Quatre ans avant Schumann, Carl Loewe en avait également fait un cycle pour soprano et piano (Frauenliebe opus 60), choisissant pour poème final Traum der eignen Tage (Rêve de mes propres jours) qu'omettra Schumann.
Il faut aussi signaler Schloss Boncourt et Salas y Gomez. Lorsqu'on considère son œuvre, il faut se souvenir que l'allemand n'était pas sa langue maternelle.
Les sujets qu'il choisit sont, le plus souvent, sombres. Même dans ses œuvres les plus gaies et les plus légères, la tristesse ou la satire sont toujours présentes. Die Löwenbraut peut être pris en exemple pour illustrer sa puissance et son étrangeté ou Vergeltung pour l'extrême précision de son écriture.
Il écrivit également le poème Frühling und Herbst (« Printemps et Automne »).
La première édition complète des œuvres de Chamisso a été réalisée par Julius Eduard Hitzig (1780-1849) (6 volumes en 1836). Sa biographie est également signée par J. E. Hitzig, Leben und Briefe von Adelbert von Chamisso (1881).

#### Hommage
- La collection de la Monnaie de Paris conserve une médaille bronze et argent créée en hommage à Adelbert von Chamisso en 1980 par Roland Irolla[7].
- Le prix Adelbert von Chamisso, décerné par la fondation Robert Bosch, récompense chaque année des écrivains d'expression allemande pour lesquels l'allemand n'est pas la langue maternelle. Depuis sa création en 1985, ce prix a été attribué à quarante-cinq auteurs de vingt pays différents. Le prix est décerné par l'Académie bavaroise des Beaux-Arts.

## Publications
- Histoire merveilleuse de Pierre Schlémihl, ou L'homme qui a vendu son ombre, [traduction suivie d'un choix de poésies et précédée d'une étude par Auguste Dietrich, avec 106 dessins de Henri Pille], L. Westhausser (Paris), 1888, lire en ligne sur Gallica.